# Brasilândia de Minas
Brasilândia de Minas es un municipio brasileño del estado de Minas Gerais.